# Fanalet de Rafinesque
El fanalet de Rafinesque (Diaphus rafinesquii) és una espècie de peix de la família dels mictòfids i de l'ordre dels mictofiformes.

## Morfologia
- Els mascles poden assolir 9 cm de longitud total.[4][5]

## Depredadors
A les Filipines és depredat per Stenella longirostris.

## Hàbitat
És un peix marí i d'aigües profundes que viu entre 40-1200 m de fondària.

## Distribució geogràfica
Es troba des d'Islàndia fins a Mauritània (incloent-hi les Illes Britàniques i la Mediterrània), l'Atlàntic occidental (nord del Corrent del Golf), l'Atlàntic nord-occidental (Canadà), l'Índic i el Pacífic.